# Pontils
Pontils és un municipi de la comarca de la Conca de Barberà, que abans del 1995 rebia el nom de Santa Perpètua de Gaià, per un altre dels seus nuclis. El poble de Pontils està situat en plena vall del riu Gaià, a la cruïlla de les carreteres locals de Santa Coloma de Queralt a Esblada i de Pontils a la Llacuna. La seva població és molt baixa a causa de la despoblació, però a l'època estival augmenta bastant gràcies a les segones residències. Les poblacions veïnes més importants són Santa Coloma de Queralt, Querol i la Llacuna.
La seva festa major és el primer cap de setmana d'agost i els edificis d'interès són l'església de Pontils amb una portalada romànica i interior gòtic i el castell de Pontils que està en ruïnes, i a la serra del Montclar hi ha l'ermita de Sant Miquel de Montclar, a prop de les restes del castell de Montclar des d'on es gaudeix d'una vista panoràmica.
A més de Pontils i Santa Perpètua, formen part del municipi els nuclis de població Vallespinosa, Seguer, Vilaperdius, Valldeperes i Montalegre. El municipi també comprèn el santuari de Sant Magí de la Brufaganya, objecte de romiatge de devots.

## Geografia
- Llista de topònims de Pontils (Orografia: muntanyes, serres, collades, indrets..; hidrografia: rius, fonts...; edificis: cases, masies, esglésies, etc).

| Entitat de població     | Habitants (2023) |
| Seguer                  | 50               |
| Pontils                 | 40               |
| Vallespinosa            | 18               |
| Valldeperes             | 14               |
| Santa Perpètua de Gaià  | 4                |
| Viladeperdius           | 1                |
| Sant Magí de Brufaganya | 0                |
| Font: Idescat           |                  |

## Història
El 1057 va ser comprat per Ramon Berenguer I a Ermessenda de Carcassona, esposa de Ramon Borrell. Cinc anys més tard, els comtes cedeixen Pontils a Guerau Alemany de Cervelló (1062). Aquest llinatge va mantenir-se com a feudataris de la població durant tota l'edat mitjana. En el fogatjament de 1379, consta que hi vivien 48 famílies.
A mitjans del segle xvi, el lloc va quedar en mans dels comtes de Savallà; al segle xviii els senyors de les terres eren els marquesos d'Aitona, que en mantenen la possessió fins a l'extinció dels dominis senyorials. El 1849, Pontils tenia 225 habitants i formava municipi juntament amb Santa Perpètua, Sant Magí i Vallespinosa.

## Demografia
| 1497 f | 1515 f | 1553 f | 1717 | 1787 | 1857  | 1877 | 1887 | 1900 | 1910 |
| ------ | ------ | ------ | ---- | ---- | ----- | ---- | ---- | ---- | ---- |
| 39     | 30     | 39     | 362  | 536  | 1.030 | 853  | 849  | 813  | 483  |

| 1920 | 1930 | 1940 | 1950 | 1960 | 1970 | 1981 | 1990 | 1992 | 1994 |
| ---- | ---- | ---- | ---- | ---- | ---- | ---- | ---- | ---- | ---- |
| 527  | 453  | 450  | 349  | 194  | 130  | 91   | 127  | 112  | 112  |

| 1996 | 1998 | 2000 | 2002 | 2004 | 2006 | 2008 | 2010 | 2012 | 2014 |
| ---- | ---- | ---- | ---- | ---- | ---- | ---- | ---- | ---- | ---- |
| 136  | 137  | 148  | 136  | 138  | 139  | 152  | 131  | 134  | 123  |

| 2016 | 2018 | 2020 | 2022 | 2024 | 2026 | 2028 | 2030 | 2032 | 2034 |
| ---- | ---- | ---- | ---- | ---- | ---- | ---- | ---- | ---- | ---- |
| 120  | 114  | 122  | 133  | 123  | -    | -    | -    | -    | -    |